# Thomas Harlan
Thomas Harlan (Berlim, 19 de fevereiro de 1929 — Schönau am Königssee, 16 de outubro de 2010) foi um escritor e realizador alemão, filho do também realizador e actor Veit Harlan e da atriz Hilde Körber.
Torre Bela (filme), de 1977, que mostra a “ocupação selvagem” de uma propriedade agrícola em Portugal, no Ribatejo, é a sua primeira obra cinematográfica.

## Biografia
O seu pai, conhecido pela sua ideologia nazi e recordado como autor de um filme intitulado Jude Süß (O Judeu Süß) – estreado em Portugal a 1 de Maio de 1941 – introduz o jovem Harlan no círculo de relações de Hitler e Goebbels. No ano de estreia desse filme, Thomas, com vinte e dois anos, é  comandante da marinha da Juventude Hitleriana.
Thomas Harlan, amadurecido por uma trágica experiência, tomando consciência das coisas, decide tornar-se um «alemão revolucionário» e vai estudar filosofia e matemática para Paris em 1948. Estabelece relações de amizade com Gilles Deleuze, Michel Tournier, Pierre Boulez e  Klaus Kinski.
Escreve peças de teatro, poesia e prosa. Funda em 1958, com Klaus Kinski e Jörg Henle, o Junge Ensemble, em Berlin, onde estreia uma peça célebre : Ich selbst und kein Engel – Chronik aus dem Warschauer Ghetto (Eu Mesmo e Anjo Nenhum – Crónica do Getto de Varsóvia). 
Empreende, entre 1959 e 1964 uma pesquisa na Polónia sobre criminosos de guerra nazis. Este seu trabalho conduzirá à acusação de cerca de dois mil alemães ainda vivos, envolvidos em crimes de guerra, o que dará origem a um processo movido contra ele por alegadamente ter passado documentos secretos aos meios de comunicação polacos.
Vai para a Itália, onde se junta à Lotta Continua. Regressa de novo a França. Começa a viajar pelo mundo para lugares onde activistas de esquerda lutam contra o colonialismo. Milita contra a ditadura e o fascismo um pouco por todo o lado. Alia-se ao movimento contra o general Pinochet no Chile.
Chega a Portugal em 1975, na sequência de um trabalho sobre o movimento das migrações operárias, para um instituto de Roma, o EMIM. Associa-se logo depois a um grupo que estuda o exército como instituição, neste caso o exército chileno. É o conselheiro cultural de Valparaíso, Jacques d’Arthuys (ex-director do Instituto de Cultura Chileno, que organizará com Jean Rouch em 1978 um atelier de Super 8 em Moçambique a pedido do governo), acabado de se instalar na cidade do Porto, quem o leva a ir mais longe : «tentar, na sequência do trabalho, fazer uma análise do caso, aparentemente único, do exército colonial português, vencido e reconvertido em qualquer coisa como um embrião do exército popular».
A Agência Francesa de Imagens (a primeira agência francesa independente de fotografia) aceita produzir um filme sobre esse tema. É constituída uma equipa que começa a filmar em Portugal a 11 de Março de 1975, dia do golpe militar de direita no qual está envolvido o general Spínola. 
Durante as filmagens feitas numa das assembleias do regimento de artilharia RAL I, um solado faz um relatório sobre o movimento camponês e revela a ocupação iminente das propriedades da família real de Bragança, do Duque de Lafões. A equipa opta por se dirigir ao local e aí fica filmando durante oito meses.
Em 2000, Thomas Harlan publica um romance histórico intitulado  "Rosa", que ilustra os crimes nazis praticados na Polónia. No documentário Thomas Harlan - Wandersplitter (2007) o seu colega e amigo Christoph Hübner dá-nos a ver retalhos da sua vida, «estilhaços que nos penetram com violência no corpo e nos fazem sofrer por muito tempo». 
Fragilizado, Harlan vive num sanatório em Berchtesgaden, na Alemanha, É aí que, com a ajuda de Christoph Hübner, tece os «fragmentos do seu passado».

## Filmografia
- 1977 – Torre Bela (filme) ou A Terra –Torre Bela (título da versão longa)
- 1984 – Wundkanal, Hinrichtung für vier Stimmen
- 1991 - Remembrance

## Romance
- Rosa – 2000
- Heroes’ Cemetery – 2006

## Artigos relacionados
- Cinema directo
- Cinema militante
- Cooperativa Agrícola da Torre-Bela de Luís Galvão Teles
- Pela razão que têm de José Nascimento